# Apamea rivalis
Apamea rivalis är en fjärilsart som beskrevs av Walker 1856. Apamea rivalis ingår i släktet Apamea och familjen nattflyn. Inga underarter finns listade i Catalogue of Life.